# Annunciazione (El Greco Illescas)
L'Annunciazione è un dipinto del pittore cretese El Greco realizzato tra il 1597-1603 durante il suo ultimo periodo tolediano e conservato nel Santuario di Nostra Signora della Carità a Illescas in Spagna.
El Greco, attraverso suo figlio, nel 1603, ottenne un contratto per realizzare quattro dipinti per la chiesa del vecchio ospedale della Carità di Illescas (Toledo).

## Descrizione e stile
È una semplificazione di quella fatta anni prima per la pala d'altare di Dona Maria de Aragón. Su uno sfondo neutro pone le due figure principali della scena, l'arcangelo Gabriele sul lato sinistro adattandosi alla curvatura della tela e alla Vergine Maria sulla destra, sorpreso mentre prega. Come l'asse della composizione è il leggio e la colomba dello Spirito Santo che scende con tutta la sua gloria e diventa un fuoco illuminante della scena. Troviamo in questa particolare composizione una diagonale segnata dagli occhi dei protagonisti e dalla colomba simbolica.